# Doseringsgevoelig gen
Een doseringsgevoelig gen is een gen waarbij een verandering in gendosis door duplicatie of deletie een fenotypisch effect heeft. Dit gevolg van copynumbervariatie kan evolutionaire voordelen hebben, maar resulteert vaak in genetische aandoeningen.
Doseringsgevoelige genen hebben een grote rol gespeeld bij de evolutie van de geneninhoud en genexpressie van geslachtschromosomen waarbij een deel van de genen is overgegaan naar autosomen.